# Pterosoma planum
Pterosoma planum is een slakkensoort uit de familie van de Carinariidae. De wetenschappelijke naam van de soort is voor het eerst geldig gepubliceerd in 1827 door Lesson.